# Tiny Sandford

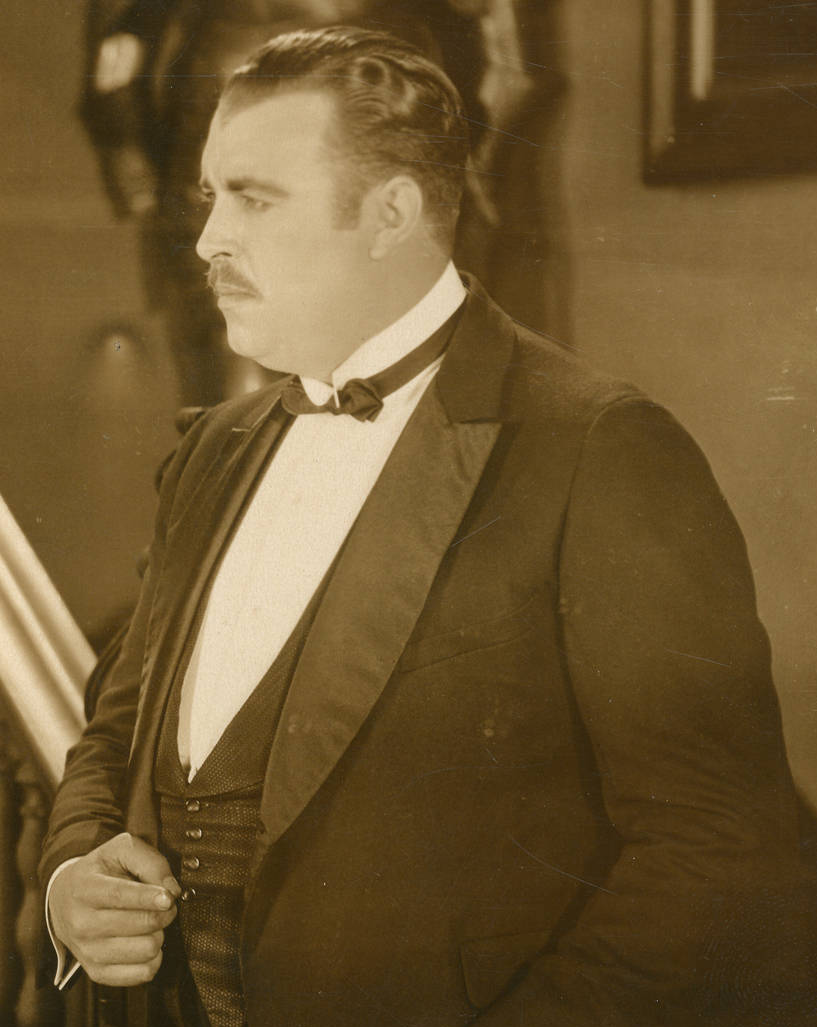
Stanley Sandford im Stummfilm The World's Champion (1922)

Stanley J. „Tiny“ Sandford (* 26. Februar 1894 in Osage, Iowa; † 29. Oktober 1961 in Los Angeles, Kalifornien) war ein US-amerikanischer Schauspieler. 

## Leben und Karriere
Stanley Sandford arbeitete zuerst im Theater und begann in den 1910er-Jahren mit der Schauspielerei in Filmproduktionen. Zunächst spielte er bei Mack Sennett. Er wählte den Künstlervornamen Tiny (dt.: ‚winzig‘), wobei der Name eher ironischer Natur war: Tatsächlich war Sandford fast zwei Meter groß und wog etwa 150 Kilogramm. Mit diesem Körperbau wurde er meistens in einschüchternden Rollen als Polizist, Türsteher oder Schläger eingesetzt. Meistens trat er in Komödien auf, in anderen Filmgenres spielte er nur selten. In der Stummfilmzeit spielte er in Goldrausch (1925) und Der Zirkus (1928) an der Seite von Charlie Chaplin, der als einer seiner besten Freunde galt. Neben Chaplin stand Sandford auch mit Laurel und Hardy in insgesamt 24 Filmen vor der Kamera, beispielsweise muss er in Das große Geschäft als Polizist einen Streit zwischen dem Komikerduo und James Finlayson klären. 1936 spielte er seine wahrscheinlich bekannteste Rolle im Filmklassiker Moderne Zeiten, wo seine Figur des starken Arbeiters „Big Bill“ neben dem tollpatschigen Chaplin arbeitet. 
Ab Mitte der 1930er-Jahre wurden die Filmrollen von Sandford unbedeutender und kleiner. So war er 1940 in Chaplins Der große Diktator nur noch in einer ungenannten Nebenrolle als tomanischer Soldat zu sehen. Noch im selben Jahr zog er sich, erst Mitte vierzig, nach fast 150 Filmen aus dem Schauspielgeschäft zurück. Er war verheiratet und hatte zwei Kinder. Sandford verstarb 1961 im Alter von 67 Jahren.

## Filmografie (Auswahl)
- 1916: Der Ladenaufseher (The Floorwalker)
- 1916: Der Graf (The Count)
- 1917: Der Einwanderer (The Immigrant)
- 1925: Ein König im Exil (Confessions of a Queen)
- 1925: Goldrausch (The Gold Rush)
- 1927: Bezahlte Liebe (Paid to Love)
- 1928: Der Zirkus (The Circus)
- 1928: Von der Suppe zum Dessert (From Soup to Nuts)
- 1928: Nur mit Lachgas (Leave 'Em Laughing)
- 1928: Ihre Sternstunde (Their Purple Moment)
- 1929: Die eiserne Maske
- 1929: Das große Geschäft (Big Business)
- 1929: Der Prinz im Fahrstuhlschacht (Double Whoopee)
- 1929: Unschuldig hinter Gittern (The Hoose-Gow)
- 1930: Angeheitert (Blotto)
- 1930: Unter Null (Below Zero)
- 1930: Ohne Furcht und Tadel (The Laurel and Hardy Murder Case)
- 1930: Der brave Soldat Elmer (Doughboys)
- 1931: Hosen runter (Come Clean)
- 1932: Das Washingtoner Karussell (Washington Merry-Go-Round)
- 1932: Einsame Herzen (The Purchase Price)
- 1932: Madame verliert ihr Kleid (This Is the Night)
- 1933: Königin Christine (Queen Christina)
- 1933: Dick und Doof als Polizisten (The Midnight Patrol)
- 1933: Am Rande der Kreissäge (Busy Bodies)
- 1935: Was geschah gestern? (Remember Last Night?)
- 1936: Moderne Zeiten (Modern Times)
- 1936: Show Boat
- 1936: Die Doppelgänger (Our Relations)
- 1940: Der große Diktator (The Great Dictator)